# 원석연 (화가)
원석연(元錫淵, 1922년 - 2003년 11월 5일)은 대한민국의 화가, 작가이다. 서양화가이자 연필화가이며 1945년 미국 공보원에서 첫 개인전시회를 연 이후 60여년간 연필화를 주로 그렸다. 정물과 사물 등을 주로 그렸으며 정밀한 연필화로 유명하였다. 그가 연필화로 그린 작품 중 '개미'가 유명하여 일명 '개미화가'로도 불렸다.
국내외에서 37차례 개인전을 가졌다. 그는 특히 개미의 생태계를 조형화한 작업으로 유명하다. 일생을 연필 한자루에 맡기고 다른 양식의 작품행위를 거부했으며 특히 개미의 생태계를 조형화하는 작업으로 유명하였다. 독립운동가 겸 정치인 좌옹 윤치호의 손녀사위이다.

## 생애

### 생애 초반
그는 1922년 황해도 신천에서 8남매 막내 아들로 출생하였다. 원석연은 어려서부터 그림을 그리기를 좋아해 황해도에서 있었던 미술대회에서 특선을 받았다. 서예가였던 아버지의 후원과 격려로 일본으로 유학, 가와바다(川端)에 미술학교 입학하였다. 학창시절 그는 석고 데생을 그리라는 교사의 지시를 거부하기도 했다. 그에 의하면 속이 텅 비어있고 생명력이 없는 석고를 그려야 할 이유를 도무지 찾을 수 없었기 때문이다라는 것이다. 이어 그는 '사물을 있는 그대로 묘사하는 것은 카메라가 하는 것이고 화가는 연필로 사물의 이면, 곧 생명을 그리는 것이라고 말했다 한다. 그에 의하면 연필 선에는 리듬이 있고 마무리가 있으며 그래서 생명이 존재하는 것이라 한다. 연필 선에는 시와 철학이 있다는 것이다. 1945년초 해방 직전에 한국으로 들어왔다가 몰래 태극기를 그려서 사람들한테 나누어주다 체포되어 형무소에 갇히기도 했다.

### 데뷔
1945년 미 공보원에서 전시회를 하였다. 그런데 전시회 당시 돈이 없어 액자가 없이 종이만 벽에 붙여 전시하였다고 한다. 그런데 평가가 좋아 당시 박득수, 이수근 등 선배들이 "드디어 한국에 연필화가 생겼다"고 반겼다고 한다. 1946년 미국 공보원에 채용되어 그림을 계속 그렸으나 1950년 피난 당시 그림 대부분이 유실되었다. 1945년 미국 공보원에서의 첫 개인전을 시작으로 60여년 동안 연필화를 주로 그렸는데 덕분에 그는 미술계에서 '시대의 이단아'라 불리기도 했다. 많은 양의 연필화를 남겨, 대한민국국내에서 그에 필적할 예를 찾을 수 없을 정도로 그는 평생 연필화 작가로 유명하였다.
미 공보원을 퇴직한 이후에는 개인화가로 서양화, 정물화, 연필화를 그렸다. 그는 주로 연필화를 많이 남겼는데, 일반적으로 연필은 그림을 그리기 전에 밑그림으로 그리기 위해 쓰는 경우가 대부분인데, 이때문에 그를 모르는 일반인이나 미학자들은 단순히 연필로 그렸다는 것만으로 그의 작품을 폄하하였다. 2004년 10월에 열린 관훈동 갤러리 전시회에 출품되었던 작품들은 피난 이후의 작품들이다. 원석연의 책상을 열어보면 수천개의 몽당 연필이 가득히 있었다 한다. 정물, 청계천의 판자촌, 줄에 매달린 굴비, 개미, 마늘 . 호비 철조망, 엿가위석쇠 등을 그렸으며 흑백으로 그렸다.

### 화가, 예술 활동
45년 미국공보원에서의 첫 개인전이후 지난 2001년 10월 서울 갤러리아트사이드에서 열린 팔순회고전까지 여러 번 작품회를 개최했다.
한편 연필로 밑그림을 그리다가 그 매력에 빠졌다는 그는 “연필로 선을 잘못 그리는 경우가 있으면 그 종이를 버리고 처음부터 다시 시작해야 하기 때문에 유화보다 더 어려운게 연필화”라고 한다.
그는 일생 동안 수많은 개미와 개미 떼를 묘사한 그림을 국사실적으로 그렸다. 이로써 그에게는 '개미 화가'라는 별명이 붙기도 했다. 1953년 작품' 개미'를 비롯해 50년대에 그린 여러 편의 개미 그림이 있다. 그 중 한 개미 작품은 타이어 자국과 고무신 자국 등의 새겨진 땅위레 수천마리의 개미가 등장한다. 이 작품은 종이의 변색과 훼손이 있었지만 2000년대 이후 복원했다. 그는 개미 그림을 그리기 위해 직접 개미들을 관찰하였고, 한번은 유리관에 개미를 넣고 기르면 관찰했다고한다.

### 국전, 공모전 거부
연필만으로도 굴비, 호미, 낫, 가위, 철망과 같은 사물을 정밀하게 묘사한 그림은 극사실화임에도 불구하고, 선(禪)적이면서도 철학적인 느낌을 준다. 그는 평생 “내 그림을 평가할 만한 사람은 없다”는 고집으로 평생 국전이나 공모전에 출품하지 않은 채 37회의 개인전만을 가졌으며 언론의 인터뷰 요청에도 좀처럼 응하지 않았다.
스물여덟의 나이에 ‘소묘가로서 일가를 이뤘다’는 평을 들을 정도로 그는 출중한 실력을 가지고 있었다. 그러나 그는 고독했고 가난할 수밖에 없었다. 부인 윤성희에 의하면 원 화백은 “‘누가 나를 심사하겠느냐’며 공모전 출품도 마다한 채 ‘내 일을 할뿐’이라며 타협이라곤 모르고 평생 그림만 그리던 분”이라 한다.

### 생애 후반
그는 생전에 '개미는 자신이 맡은 일을 죽는 순간까지 혼지 않는다. 일개미는 일만하고 병정개미는 일개미를 지켜준다. 인간역시 평생 자신의 소임애 충실해야한다' 고 입버룻처럼 말했다 한다. 작품 중 1959년 석굴암의 문수보살상을 연필로 그린 석굴암 문수보살은 연필로 그른 것이 아니라 일일이 수천개의 점을 찍어 제작한 것이라 한다. 석굴암 문수보살 을 완성하기 위해 그는 직접 경주의 석굴암을 방문, 3개월간 석굴암에서 체류하며 생활했다 한다. 석굴암 문수보살에서 그는 문수보살상의 세워 든 오른팔, 보살상 손에 든 잔, 자연스럽게 늘어진 옷자락 등의 결을 사실적으로 묘사했다. 그의 작품의 특징은 절대 지우개를 사용하지 않았는데, 주로 흑백화가 많지만 연필 하나로 일곱가지 색상을 그려낸다고 한다.
2001년 전시회를 하였다. 2002년 10월의 팔순전에서는 세밀한 묘사의 개미그림을 비롯해 청계천변 판자촌그림과 농촌풍경및 낫 갈쿠리등 철물을 그린 연필화를 발표했다. 그는 작품 대부분 연필로 그린 흑백 연필화를 많이 그렸으며 서양화, 정물화 등도 있다. 작품으로는 정물, '고통과 환희의 이중주'. '박정희 전 대통령 생가', 동물, 마을 풍경, 솔방울, 마늘 시리즈, 굴비, 명태, 꽁치, ‘병아리와 거미’,‘둥지’,‘성난 파도’,‘석쇠와 생선’, 부산 피난지에서 그린 개미(1953), 마늘(1997), 임종 직전에 그린 문수보살상 등이 있다.
2003년 11월 5일 지병인 간암으로 사망하였다. 서울 도봉구 쌍문동 한일병원에서 발인 후 장례식은 벽제화장장에서 거행되었다. 당시 그의 나이 향년 81세였다.

## 작품성
밑그림 정도로 인식되던 연필화를 당당한 미술 장르로 끌어올리기로 하고 예술적 승부를 걸었다. 서구문화에 아부하는 기존 화단의 풍토에 대한 일종의 비판이기도 했다.
전쟁의 상흔과 격동기의 인간군상을 은유한 정교한 개미군상의 그림을 비롯, 무채색의 종이 연필 소재로 강하면서도 선(禪)적인 이미지를 표출시켰던 연필화가다.

## 일화
그에 의하면 "연필화가 유화보다 쉽다는 선입견이 있으나 실제로는 그렇지 않다"고 하였다. 그는 그림에 대한 집념은 철저하였다 한다. 지우개를 사용하지 않았다는 사실은 우리를 한 번 더 놀라게 만든다. 그는 연필로 선을 잘못 그리면 종이를 버리고 처음부터 다시 시작해야 하기 때문에 연필화가 유화보다 더 어렵다고 하였다. 그는 작가노트를 통해서는 연필 선에는 '음(音)'과 '색(色)'이 있다고 주장했다. 평소에도 그는 연필로 일곱 가지 색을 나타낼 수 있다는 것이 그의 견해였다.

## 평가
연필은 그림을 그리기 전에 밑그림으로 그리기 위해 쓰는 것이라 그를 모르는 일반인이나 미학자들은 단순히 연필로 그렸다는 이유로 그의 작품을 폄하하였다. 그러나 2000년대에 와서야 연필화도 일종의 작품으로 인정되기 시작했고, 그는 자신만의 조형언어와 작품세계를 완성시켰을 뿐더러 '연필화'를 데생과는 차별되는 하나의 독립적 미술장르로 승격시켰다는 평가를 받고 있다.
연필화라는 이유만으로 작품을 폄훼하는 사람도 있지만 오늘날 그는 연필화를 데생과는 차별되는 독립적 미술 장르로 승격시켰다는 평가를 받을 정도로 조형언어와 작품세계를 인정받는다.
미술평론가 윤범모는 그의 작품경향에 대해 “오랜 관찰과 내밀한 형상화 작업으로 이루어지는 원석연 화백의 그림은 그 작업과정을 통해 자기를 관조하는 행위와 같다”면서 “비록 사물의 형상을 극사실적으로 묘사하고 있지만 형상 그너머의 다른 세계로 우리를 인도한다”고 설명했다.

## 가족 관계
- 부인 : 윤성희(1929년 - )
  - 장인 : 윤광선(尹光善, 샌들러(Candller[11]), 1898년 11월 17일 - ?) 6·25 전쟁 중 납북.
  - 장모 : 남궁자경, 독립운동가 남궁억의 딸
- 처조부 : 윤치호(尹致昊, 1864년 음력 12월 26일 ~ 1945년 양력 12월 9일)
  - 처숙부 : 윤영선(尹永善, 알렌(Allen[11]) 1896년 12월 25일 - 1988년 2월 6일)
  - 처고모부 : 현영학(玄永學, 1921년 - 2004년 1월 14일[12][13][14], 기독교 민중신학자이며 이화여자대학교 문리대학장)
- 처당숙 : 윤보선(尹潽善, 1897년 - 1990년), 제4대 대통령
- 처외조부 : 남궁억(南宮檍, 1863년 12월 27일 ~ 1939년 4월 5일)
- 사돈 : 방응모(方應謨, 1883년 9월 29일 ~ 1950년 8월?)

## 기타
그의 개미 그림들을 새마을 운동이 한창이던 시기에 근면함을 상징하는 작품으로 평가된다. 또한 개미그림에 나오는 개미들 중 머리와 다리가 끊어진 개미들은 짓밟힌 약자의 모습을 은유적으로 표현한 것이라 한다.

## 같이 보기
- 이중섭
- 이수근
- 윤치호
- 윤보선
- 박정희
- 현영학